# Розкладання мінералів
Розкладання мінералів (рос. разложение минералов, англ. decomposition of minerals; нім. Zersetzung f der Minerale) – процес взаємодії мінералів з кислотами, внаслідок чого вони переходять у розчин. 
З метою діагностики мінералів звичайно користуються HCl, HNO3, рідше – H2SO4 та іншими кислотами. 
До мінералів, які розкладаються у HCl, належать усі карбонати, деякі самородні метали, сульфіди, оксиди, сульфати, фосфати, борати і силікати. 
В HNO3 розкладаються усі сульфіди, деякі самородні метали, оксиди, фосфати й їх аналоги. 
До мінералів, які не розкладаються ні HCl, ні HNO3 (і не розчиняються у воді), належать багато складних оксидів, більшість силікатів, деякі сульфати, фосфати, золото і платина. 
В природних умовах під впливом різноманітних хімічних аґентів навіть ці мінерали піддаються розкладанню і перетворенню в інші мінерали.